# Pingree Grove
Pingree Grove is een plaats (village) in de Amerikaanse staat Illinois, en valt bestuurlijk gezien onder Kane County.

## Demografie
Bij de volkstelling in 2000 werd het aantal inwoners vastgesteld op 124. In 2006 is het aantal inwoners door het United States Census Bureau geschat op 1714, een stijging van 1590 (1282,0%).

## Geografie
Volgens het United States Census Bureau beslaat de plaats een oppervlakte van 1,6 km², geheel bestaande uit land. Pingree Grove ligt op ongeveer 294 m boven zeeniveau.

## Plaatsen in de nabije omgeving
De onderstaande figuur toont nabijgelegen plaatsen in een straal van 12 km rond Pingree Grove.